# Gesù di Nazaret (saggio)
Gesù di Nazaret è il primo libro pubblicato da papa Benedetto XVI (Joseph Ratzinger) dopo la sua elezione a pontefice. Si tratta di un saggio sulla figura storica di Gesù Cristo.
In copertina compaiono due firme: quella di Joseph Ratzinger e di Benedetto XVI, caratteristica non presente nei libri dei predecessori e che serve a ribadire che il volume non è un atto di magistero, com'è stato ribadito precedentemente e successivamente alla sua pubblicazione, ma soltanto il punto di vista del "credente Joseph Ratzinger" sulla figura di Cristo.
Secondo la classifica delle librerie Arnoldo Mondadori Editore è stato il libro più venduto in Italia nel mese di aprile 2007.
Ratzinger ha iniziato a scrivere libro nell'estate del 2003. Nell'anno successivo erano pronti i primi quattro capitoli. Dopo le elezioni al soglio al pontificio ne scrisse altri sei, rinviando la stesura di un eventuale secondo volume. Il libro adotta il metodo storico con lo scopo di descrivere il "Gesù dei Vangeli come il vero Gesù, come il ‘Gesù storico’ nel vero senso della espressione”.

## Contenuto
Nel libro è esaminata la parte della vita di Gesù che inizia con il suo battesimo e si conclude con la trasfigurazione. Ratzinger si è ripromesso di scrivere un secondo volume, che è stato pubblicato alfine nel 2011 col titolo Gesù di Nazaret. Dall'ingresso in Gerusalemme fino alla risurrezione – dal quale è rimasta esclusa però la trattazione dell'infanzia e della "vita nascosta" di Gesù, oggetto di un terzo volume pubblicato nel 2012.
Il libro si propone di presentare la figura storica di Gesù, ma dal punto di vista metodologico si distacca consapevolmente dal "metodo storico-critico" tipico di gran parte dell'esegesi moderna. Ratzinger afferma, e si propone di dimostrare, che proprio il Gesù presentato dai Vangeli è il vero Gesù, mentre il cosiddetto "Gesù storico" descritto dagli esegeti è una figura ricostruita sulla base di premesse errate:
(pag. 18.)
In particolare, come nel metodo storico-critico si sostiene che Gesù considerò sé stesso come figlio di Dio e che la sua divinizzazione non fu un fenomeno successivo sviluppatosi nell'ambito del cristianesimo primitivo, così Ratzinger nel libro dettaglia come Gesù fin dall'inizio della sua predicazione affermava la pretesa della propria divinità con parole e con atti il cui significato doveva essere ben chiaro a chi lo ascoltava. Ad esempio quando Gesù dettava dei nuovi insegnamenti non richiamandosi alla Torah, come facevano tutti gli altri "maestri", ma ponendo sé stesso come l'autorità alla base di questi insegnamenti ("avete inteso che fu scritto... ma io vi dico"), di fatto poneva sé stesso sullo stesso piano della Torah, che secondo la religione ebraica proveniva direttamente da Dio.
Altri argomenti trattati nel libro sono: il regno di Dio, la finalità delle parabole, il valore storico di alcuni racconti di miracoli e l'istituzione del primato di Pietro.

## Edizioni
- Joseph Ratzinger - Benedetto XVI, Gesù di Nazaret, traduzione di Chicca Galli e Roberta Zuppet, Rizzoli - Libreria Editrice Vaticana, 2007, ISBN 978-88-17-01659-9.